# Moon Flower (álbum)
Moon Flower es el primer álbum de la banda japonesa The Underneath publicado el 18 de marzo de 2008 en los Estados Unidos y el 23 de julio del mismo año en Japón. La edición japonesa incluía una canción más "Getting Closer" que anteriormente la habían hecho para el álbum Raise a Flag cuando aún eran Transtic Nerve y además todas las canciones fueron remezcladas y remasterizadas.

## Lista de canciones
Edición Estadouinidense
| N.º | Título                                | Duración |  |
| 1.  | «Gekkoh» (月影)                       | 4:52     |  |
| 2.  | «Chain» (連鎖)                        | 4:27     |  |
| 3.  | «Marie» (堕罪)                        | 4:17     |  |
| 4.  | «Deep» (紺碧)                         | 5:34     |  |
| 5.  | «Fall» (落陽)                         | 4:23     |  |
| 6.  | «Fatty Fatty Fuckin' Pigs» (飽食の豚) | 3:40     |  |
| 7.  | «Bite the Bullet» (銃爪)              | 4:16     |  |
| 8.  | «Alone Together» (花舞)               | 4:16     |  |
| 9.  | «Womb is Planet» (惑星)               | 5:40     |  |
| 10. | «Prayer» (祈り)                       | 4:42     |  |

Japan Edition
| N.º | Título                   | Duración |  |
| 1.  | «Getting Closer»         | 4:29     |  |
| 2.  | «Chain»                  | 4:27     |  |
| 3.  | «Gekkoh»                 | 4:51     |  |
| 4.  | «Fat Fatty Fuckin' Pigs» | 3:41     |  |
| 5.  | «Fall»                   | 4:27     |  |
| 6.  | «Alone Together»         | 4:23     |  |
| 7.  | «Womb is Planet»         | 5:30     |  |
| 8.  | «Marie»                  | 4:20     |  |
| 9.  | «Prayer»                 | 4:46     |  |
| 10. | «Bite the Bullet»        | 4:19     |  |
| 11. | «Deep»                   | 5:33     |  |